# Episodi di Heartland (sedicesima stagione)
La sedicesima stagione di Heartland è andata sul canale canadese CBC dal 2 ottobre 2022 al 5 febbraio 2023.
In Italia è inedita
| nº | Titolo originale                     | Titolo italiano | Prima TV Canada  | Prima TV Italia |
| -- | ------------------------------------ | --------------- | ---------------- | --------------- |
| 1  | Something's Got to Give              |                 | 2 ottobre 2022   |                 |
| 2  | Changes                              |                 | 9 ottobre 2022   |                 |
| 3  | On the Ropes                         |                 | 16 ottobre 2022  |                 |
| 4  | Spark to Flame                       |                 | 23 ottobre 2022  |                 |
| 5  | Higher Ground                        |                 | 30 ottobre 2022  |                 |
| 6  | Into the Wild                        |                 | 6 novembre 2022  |                 |
| 7  | Vigil                                |                 | 13 novembre 2022 |                 |
| 8  | Running Down a Dream                 |                 | 20 novembre 2022 |                 |
| 9  | True Colours, New Tricks             |                 | 27 novembre 2022 |                 |
| 10 | Lurking in the Shadows               |                 | 4 dicembre 2022  |                 |
| 11 | Head Over Heels                      |                 | 8 gennaio 2023   |                 |
| 12 | Memory                               |                 | 15 gennaio 2023  |                 |
| 13 | Striking a Balance                   |                 | 22 gennaio 2023  |                 |
| 14 | Learning to Fly After the Ever After |                 | 29 gennaio 2023  |                 |
| 15 | A Light in the Dark                  |                 | 5 febbraio 2023  |                 |